# Father's Glue
Father's Glue è un cortometraggio muto del 1909. Il nome del regista non viene riportato nei credit del film.

## Trama
Due ragazzini, dopo aver visto il padre preparare una colla di qualità eccellente, hanno l'idea di utilizzarla per divertirsi alle spalle dei malcapitati che capitano loro a tiro. Dopo aver incollato panchine e marciapiedi, i due sono catturati dalla folla inferocita: pure loro cadono nella propria trappola, finendo incollati a una recinzione.

## Produzione
Il film fu prodotto dalla Lubin Manufacturing Company.

## Distribuzione
Distribuito dalla Lubin Manufacturing Company, il film - un cortometraggio della lunghezza di 97,5 metri - uscì nelle sale cinematografiche statunitensi il 31 maggio 1909. Nelle proiezioni, veniva programmato con il sistema dello split reel, accorpato in un'unica bobina con un altro cortometraggio prodotto dalla Lubin, The Lost Heiress.